# Bévy
Bévy es una comuna francesa situada en el departamento de Côte-d'Or, en la región de Borgoña-Franco Condado.

## Demografía
| 43 | 54 | 62 | 70 | 80 | 91 | 135 |
| Para los censos de 1962 a 1999 la población legal corresponde a la población sin duplicidades (Fuente: INSEE [Consultar]) |    |    |    |    |    |     |